# مایکل کریستنسن (بازیکن فوتبال، زاده ۱۹۸۳)
مایکل کریستنسن (انگلیسی: Michael Christensen؛ زادهٔ ۶ فوریهٔ ۱۹۸۳) بازیکن فوتبال اهل دانمارک است.